# Jessica Kresa
Jessica Kresa (ur. 6 czerwca, 1978) – wrestlerka pracująca w federacji TNA.
W TNA występowała w latach 2003–2004, następnie (2006–2007) walczyła w OVW. Do TNA przeszła ponownie 10 października 2007.

## Osiągnięcia
Midwest Pro Wrestling
- MPW Cruiserweight Championship

Ohio Valley Wrestling
- OVW Women's Championship (2 razy)
- Miss OVW (2007)

Steel Domain Wrestling
- SDW Women's Championship

Texas Wrestling Federation
- TWF Women's Championship

Total Nonstop Action Wrestling
- Queen of the Cage (2009)

United States Wrestling Organization
- USWO Television Championship